# 孟志元
孟志元（1930年1月—2015年5月23日），男，北京人，中华人民共和国政治人物，曾任中共北京市委常委、市纪委书记，北京市人大常委会副主任，第九届全国人大代表。